# Gajary
Gajary – wieś i gmina (obec) w powiecie Malacky, w kraju bratysławskim na Słowacji. Leży na Nizinie Zahorskiej, na terasie rzeki Morawy.
Pierwsza wzmianka o miejscowości pochodzi z roku 1373.
W 2011 roku populacja wynosiła 2891 osób, 95% mieszkańców podało narodowość słowacką.

## Zabytki
- kościół rzymskokatolicki, zbudowany w stylu wczesnobarokowym w latach 1665–1673, przebudowywany w latach 1741, 1754 i po roku 1873. Otoczony murem obronnym z końca XVII wieku z czterema narożnymi basztami, później przerobionymi na kaplice[9].